# Шведська Могила
Шведська Могила — роз'їзд 5-го класу, зупинний пункт Полтавської дирекції Південної залізниці на електрифікованій лінії Полтава-Південна — Ромодан між станцією Полтава-Київська (4 км) та роз'їздом 328 км.(4км ). Розташований на північній околиці міста Полтава, поблизу Державного історико-культурного заповідника «Поле Полтавської битви».

## Пасажирське сполучення
На зупинному пункті Шведська Могила зупиняються приміські електропоїзди напрямку Гребінка — Полтава — Огульці.